# Bahnstrecke Skotterud–Vestmarka
| Streckenlänge: | 14,25 km             |                                                                    |                                  |
| Spurweite: | 1435 mm (Normalspur) |                                                                    |                                  |
| |                      |                                                                    |                                  |
| \| \| \| Kongsvingerbanen von Kongsvinger \| \| \| \| 0,00 \| Skotterud (1865, früher Pers.-Halt) \| 129 moh. \| \| \| \| nach Charlottenberg \| \| \| \| 0,32 \| Vrangselva \| (18 m) \| \| \| 2,02 \| Reppshus (16. Juli 1924) \| Bedarfshalt \| \| \| 3,00 \| Anschluss J. B. Stang \| Anschluss J. B. Stang \| \| \| 3,80 \| Børgerud (bis 15. Mai 1929 Børrud, nur Lp bis 16. Juli 1924)[1] \| 147 moh. \| \| \| 4,30 \| Snesbøl (16. Juli 1924, bis 1928 Taugbøl) \| Bedarfshalt \| \| \| 5,10 \| Taugbøl (1928) \| Bedarfshalt \| \| \| 6,59 \| Stangnes (bis 15. Mai 1929 Stangness, nur Lp bis 16. Juli 1924)[2] \| 158 moh. \| \| \| 7,81 \| Tunnel (131 m) \| Tunnel (131 m) \| \| \| 8,46 \| Rastad (16. Juli 1924) \| Bedarfshalt \| \| \| 10,26 \| Rognlia (16. Juli 1924, auch Rognlien) \| Bedarfshalt \| \| \| 10,85 \| Anschluss Stangeskovene \| Anschluss Stangeskovene \| \| \| 11,58 \| Buåa (bis 15. Mai 1929 Buåen, nur Lp bis 16. Juli 1924)[3] \| 141 moh. \| \| \| 12,40 \| Vestmarka kirke (16. Juli 1924, bis 15. Mai 1929 Vestmarken kirke) \| Bedarfshalt \| \| \| 14,25 \| Vestmarka (1918 bis 1929 Vestmerken, auch Kirkebakken)[4] \| 132 moh. \| \| \| \| \| \| \| Quellen: [5] \| \| \| \| |                      |                                                                    |                                  |
| Strecke |                      | Kongsvingerbanen von Kongsvinger                                   | Kongsvingerbanen von Kongsvinger |
| Dienststation / Betriebs- oder Güterbahnhof | 0,00                 | Skotterud (1865, früher Pers.-Halt)                                | 129 moh.                         |
| Abzweig ehemals geradeaus und nach links |                      | nach Charlottenberg                                                | nach Charlottenberg              |
| Brücke über Wasserlauf (Strecke außer Betrieb) | 0,32                 | Vrangselva                                                         | (18 m)                           |
| Haltepunkt / Haltestelle (Strecke außer Betrieb) | 2,02                 | Reppshus (16. Juli 1924)                                           | Bedarfshalt                      |
| Abzweig geradeaus und nach rechts (Strecke außer Betrieb) | 3,00                 | Anschluss J. B. Stang                                              | Anschluss J. B. Stang            |
| Bahnhof (Strecke außer Betrieb) | 3,80                 | Børgerud (bis 15. Mai 1929 Børrud, nur Lp bis 16. Juli 1924)       | 147 moh.                         |
| Haltepunkt / Haltestelle (Strecke außer Betrieb) | 4,30                 | Snesbøl (16. Juli 1924, bis 1928 Taugbøl)                          | Bedarfshalt                      |
| Haltepunkt / Haltestelle (Strecke außer Betrieb) | 5,10                 | Taugbøl (1928)                                                     | Bedarfshalt                      |
| Bahnhof (Strecke außer Betrieb) | 6,59                 | Stangnes (bis 15. Mai 1929 Stangness, nur Lp bis 16. Juli 1924)    | 158 moh.                         |
| Tunnel (Strecke außer Betrieb) | 7,81                 | Tunnel (131 m)                                                     | Tunnel (131 m)                   |
| Haltepunkt / Haltestelle (Strecke außer Betrieb) | 8,46                 | Rastad (16. Juli 1924)                                             | Bedarfshalt                      |
| Haltepunkt / Haltestelle (Strecke außer Betrieb) | 10,26                | Rognlia (16. Juli 1924, auch Rognlien)                             | Bedarfshalt                      |
| Abzweig geradeaus und nach rechts (Strecke außer Betrieb) | 10,85                | Anschluss Stangeskovene                                            | Anschluss Stangeskovene          |
| Haltepunkt / Haltestelle (Strecke außer Betrieb) | 11,58                | Buåa (bis 15. Mai 1929 Buåen, nur Lp bis 16. Juli 1924)            | 141 moh.                         |
| Haltepunkt / Haltestelle (Strecke außer Betrieb) | 12,40                | Vestmarka kirke (16. Juli 1924, bis 15. Mai 1929 Vestmarken kirke) | Bedarfshalt                      |
| Kopfbahnhof Streckenende (Strecke außer Betrieb) | 14,25                | Vestmarka (1918 bis 1929 Vestmerken, auch Kirkebakken)             | 132 moh.                         |
| |                      |                                                                    |                                  |
| Quellen: |                      |                                                                    |                                  |

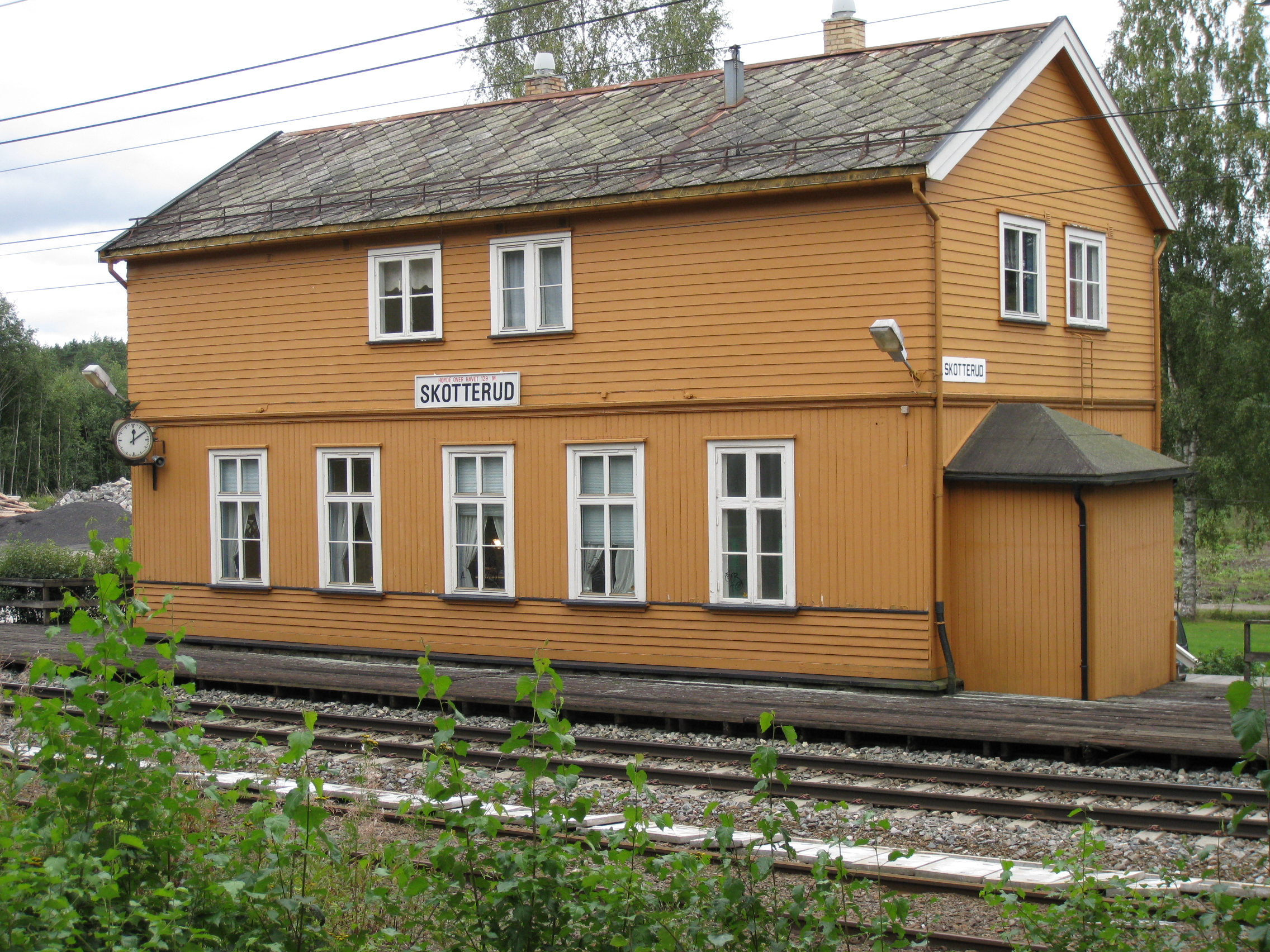
Bahnhof von Skotterud, 2010

Die Bahnstrecke Skotterud–Vestmarka (norw.: Vestmarkabanen oder Paradisbanen) war eine Eisenbahnstrecke in Norwegen. Sie zweigte in Skotterud von der Kongsvingerbane ab und führte nach Vestmarka in der Gemeinde Eidskog in Innlandet.

## Geschichte
Vestmarkabanen war 14,3 Kilometer lang und wurde am 15. Oktober 1918 eröffnet. Sie wurde als Privatbahn errichtet und erst später von Norges Statsbaner (NSB) übernommen. Der Name Paradisbanen stammt von einem Garten bei Stangnes, der den Namen Paradis hatte. Zwischen Stangnes und Rasta führte die Strecke durch den einzigen Eisenbahntunnel in Sør-Hedmark.
Hintergrund für den Streckenbau war der Abtransport von Holz aus den um Vestmarka liegenden Wäldern zur Hauptbahn.
Mit der Einstellung des Personenverkehrs am 30. Januar 1931 war dies die erste Eisenbahnstrecke in der Geschichte Norwegens, die ihren  Personenverkehr verlor. Bis in die 1960er-Jahre gab es Pläne, die Strecke bis nach Mysen in Østfold zu verlängern. Diese Pläne wurden nie realisiert.
Der Güterverkehr zwischen Buåa und Vestmarka wurde bis zum 15. Februar 1961 aufrechterhalten, die endgültige Stilllegung der Strecke erfolgte am 1. Juni 1965.
Der Tunnel zwischen Stangnes und Rastad wurde für einen Fuß- und Radweg, der zwischen Vestmarka und Skotterud verläuft, wieder hergerichtet.